# Цзянхуа-Яоський автономний повіт
25°11′01″ пн. ш. 111°34′21″ сх. д. / 25.18369° пн. ш. 111.57246° сх. д.
Цзянхуа-Яоський автономний повіт (кит. 江华瑶族自治县, пін. Jiānghuá Yáozú Zìzhìxiàn) — один із повітів КНР у складі префектури Юнчжоу, провінція Хунань. Адміністративний центр — містечко Тоцзян.

## Географія
Цзянхуа-Яоський автономний повіт лежить на висоті близько 230 метрів над рівнем моря на схід від Юньнань-Гуйчжоуського плато.

### Клімат
Повіт знаходиться у зоні, котра характеризується вологим субтропічним кліматом. Найтепліший місяць — липень із середньою температурою 28,3 °C. Найхолодніший місяць — січень, із середньою температурою 7,4 °С.
| Клімат повіту Цзянхуа-Яо | Клімат повіту Цзянхуа-Яо | Клімат повіту Цзянхуа-Яо | Клімат повіту Цзянхуа-Яо | Клімат повіту Цзянхуа-Яо | Клімат повіту Цзянхуа-Яо | Клімат повіту Цзянхуа-Яо | Клімат повіту Цзянхуа-Яо | Клімат повіту Цзянхуа-Яо | Клімат повіту Цзянхуа-Яо | Клімат повіту Цзянхуа-Яо | Клімат повіту Цзянхуа-Яо | Клімат повіту Цзянхуа-Яо | Клімат повіту Цзянхуа-Яо |
| Показник                 | Січ.                     | Лют.                     | Бер.                     | Квіт.                    | Трав.                    | Черв.                    | Лип.                     | Серп.                    | Вер.                     | Жовт.                    | Лист.                    | Груд.                    | Рік                      |
| Середній максимум, °C    | 11                       | 13,7                     | 17                       | 23,3                     | 27,6                     | 30,4                     | 33                       | 32,7                     | 29,7                     | 25,2                     | 19,9                     | 14,3                     | 23,2                     |
| Середня температура, °C  | 7,4                      | 9,9                      | 13,2                     | 19                       | 23,2                     | 26,2                     | 28,3                     | 27,8                     | 24,9                     | 20,4                     | 15,1                     | 9,9                      | 18,8                     |
| Середній мінімум, °C     | 4,9                      | 7,4                      | 10,5                     | 15,8                     | 19,8                     | 23,1                     | 24,8                     | 24,3                     | 21,4                     | 16,8                     | 11,5                     | 6,7                      | 15,6                     |
| Норма опадів, мм         | 74.9                     | 99                       | 145.6                    | 194.7                    | 228.6                    | 220.7                    | 140.6                    | 130.5                    | 58.6                     | 63.9                     | 64.3                     | 44.4                     | 1465.8                   |
| Вологість повітря, %     | 78                       | 79                       | 82                       | 81                       | 80                       | 81                       | 75                       | 76                       | 75                       | 71                       | 70                       | 72                       | 76.7                     |
| ------------------------ | ------------------------ | ------------------------ | ------------------------ | ------------------------ | ------------------------ | ------------------------ | ------------------------ | ------------------------ | ------------------------ | ------------------------ | ------------------------ | ------------------------ | ------------------------ |
| Джерело: data.cma.cn     |                          |                          |                          |                          |                          |                          |                          |                          |                          |                          |                          |                          |                          |